# Mélissa Citrini-Beaulieu
Mélissa Citrini-Beaulieu (* 12. Juni 1995 in Châteauguay, Québec) ist eine kanadische Wasserspringerin.

## Erfolge
Mélissa Citrini-Beaulieu sicherte sich bei den Weltmeisterschaften 2017 in Budapest ihre erste internationale Medaille, als sie im Synchronspringen vom Drei-Meter-Brett mit Jennifer Abel hinter Shi Tingmao und Chang Yani aus China die Silbermedaille gewann. Zwei Jahre darauf wiederholten Citrini-Beaulieu und Abel bei den Weltmeisterschaften in Gwangju diesen Erfolg. Erneut hatten sie lediglich gegen das chinesische Duo das Nachsehen, dieses Mal Shi Tingmao und Wang Han.
Bei den 2021 ausgetragenen Olympischen Sommerspielen 2020 in Tokio ging Citrini-Beaulieu ebenfalls mit Jennifer Abel im Synchronspringen vom Drei-Meter-Brett an den Start. In dem acht Duos umfassenden Starterfeld, das nacheinander insgesamt fünf Sprünge absolvierte, begannen Citrini-Beaulieu und Abel im ersten Durchgang mit dem fünftbesten Sprung, gefolgt im zweiten Durchgang von dem am schlechtesten bewerteten Sprung aller acht Paarungen. In den restlichen drei Sprüngen erzielten sie dagegen das jeweils zweitbeste Resultat und schlossen den Wettkampf auch abschließend auf dem zweiten Platz ab. Hinter den mit 326,40 Punkten Olympiasiegern aus China, Shi Tingmao und Wang Han, gewannen Citrini-Beaulieu und Abel mit 300,78 Punkten die Silbermedaille. Bronze ging an die Deutschen Lena Hentschel und Tina Punzel mit 284,97 Punkten.